# Laverda

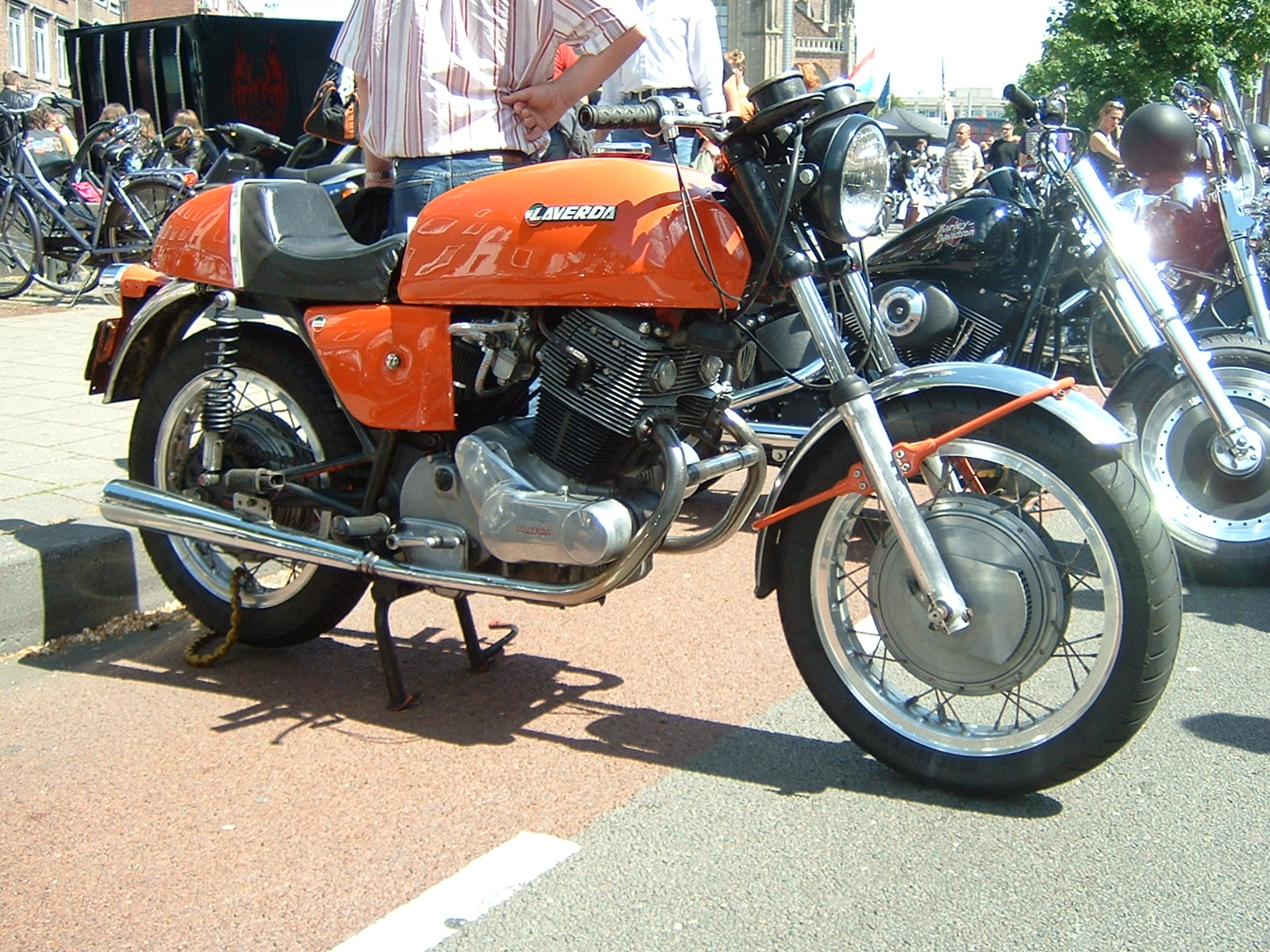
Laverda 750 SFC

Laverda är ett klassiskt italiensk motorcykelmärke.
Storhetstiden var under 70-talet då Laverda Jota med sin karaktäristiska trecylindriga radmotor var en exklusiv drömmaskin för dåtidens sporthojs-entusiaster.
Varumärket Laverda ägs idag av Piaggio-koncernen, men inga produkter bär detta varumärke i dagsläget.